# Big Girls Don't Cry... They Get Even
Big Girls Don't Cry... They Get Even (titulada Desmadre familiar en España) es una película estadounidense de 1992 dirigida por Joan Micklin Silver. Fue protagonizada por Hillary Wolf, Griffin Dunne, Dan Futterman, Patricia Kalember, Jenny Lewis, Ben Savage y Jessica Seely. Distribuida por New Line Cinema, la película se estrenó el 8 de mayo de 1992 en Estados Unidos. 

## Sinopsis
Laura (Hillary Wolf) es una joven adolescente que vive con su madre, padrastro y hermanastros. Harta de aguantar las excentricidades de la familia, decide escaparse de casa e ir a vivir al norte, con su hermanastro mayor, en una cabaña junto al lago. Avisados por éste, todos los parientes de Laura se dan cita allí. 

## Reparto
- Hillary Wolf - Laura Chartoff
- Griffin Dunne - David
- Dan Futterman - Josh
- Patricia Kalember - Barbara
- Jenny Lewis - Corinne
- Ben Savage - Sam
- Jessica Seely - Jessie
- Adrienne Shelly as Stephanie

- Datos: Q4092214